# میکی فین (بازیکن فوتبال)
میکی فین (انگلیسی: Micky Finn؛ زادهٔ ۱ مهٔ ۱۹۵۴) بازیکن فوتبال اهل بریتانیا است.
از باشگاه‌هایی که در آن بازی کرده‌است می‌توان به باشگاه فوتبال آکرینگتون استنلی و باشگاه فوتبال برنلی اشاره کرد.